# Дурданский лес
Дурда́нский лес (фр. Forêt de Dourdan) — лес, расположенный к юго-западу от Парижа, в департаментах Эсон и Ивелин (регион Иль-де-Франс).

## История
Называние леса, как и одноимённой коммуны, имеет кельтское происхождение в виду наличия корня Dour-, обозначавшего воду (в данном случае — реку Орж).
Начиная с меровингского периода истории Франции, земли, являющиеся сегодня Дурданским лесом, принадлежали королям. В 1163 году Людовик Благочестивый даровал лес Уйе аббатству Нотр-Дам де л'Уйе, основанному им же, в честь которого лес впоследствии и получил своё имя. Филипп II Август отменил дарственную своего отца, но его внук Людовик Святой вернул земли аббатству. Остальная часть леса часто передавалась в качестве апанажа принцам крови. Людовик XIV подарил его своему брату Филиппу Орлеанскому и он оставался собственностью его потомков.
В революцию земли леса, принадлежащие и аббатству, и Орлеанскому дому были конфискованы. В 1870 году лес, принадлежавший к этому моменту различным землевладельцам, окончательно перешел к государству.

## Флора и фауна
Дурданский лес расположен на плато Бос и занимает площадь 15,82 км². Также он включает в себя леса Сент-Арнуль (фр. Forêt de Saint-Arnoult) на севере и Уйе (фр. Forêt de l'Ouÿe) на юге. К западу от Дурданского леса берёт начало левый приток Сены Орж, проходящий через территорию леса с запада на восток, естественно разделяя его на крупную (северную) и малую (южную) части.
Лес относится к смешанному типу с преобладанием лиственных пород, которые распространены на его равнинной части и представлены, по большей части, дубами. Помимо дуба, встречается также каштан, ясень, бук, берёза, граб и, в небольшом количестве, рябина. Хвойные, представленные преимущественно соснами, распространены на более песчаных почвах склонов плато. Самым известным деревом леса является гигантский 500-летний дуб со стволом диаметром 6,7 метра. Он возвышается на 33 метра и носит имя «Дуб шести братьев» (фр. Chêne des Six Frères), так как его пень разветвляется на шесть стволов.
В Дурданском лесу обитает значительное количество крупных млекопитающих, включая оленей, кабанов и косуль. Среди мелких млекопитающих встречаются ежи, белки, барсуки и летучие мыши. В лесу также обитает около шестидесяти видов птиц. Некоторые, например зарянки, живут здесь круглый год. Другие посещают Дурданский лес лишь сезонно, например кукушки или чёрные дрозды. Среди дятловых распространено несколько видов, таких как: зелёный дятел, чёрный дятел, пёстрый дятел и средний дятел. Также в лесу представлены воробьинообразные.